# 田耕之
田耕之（1907年—1938年6月），又名耘、應瑞，原名景星，小名樂聲，土家族。湖南省乾城縣鳌头坡人。他為抗日戰爭期間陣亡的中國軍方高級將領之一。

《抗戰軍人忠烈錄》（第一輯）中的田耕之烈士遺像

## 生平[1]
陸軍第13師73團上校團長，軍校第五期畢業，民國27年6月於趙李橋壯烈成仁。